# Polygonum patuliforme
Polygonum patuliforme är en slideväxtart som beskrevs av Vorosh.. Polygonum patuliforme ingår i släktet trampörter, och familjen slideväxter. Inga underarter finns listade i Catalogue of Life.